# 寄生藤
寄生藤（学名：Dendrotrophe frutescens）为檀香科寄生藤属下的一个变种。

## 扩展阅读
維基物種上的相關：寄生藤